# Celastrina vipia
Celastrina vipia är en fjärilsart som beskrevs av Sir Keith Cantlie och Norman 1960. Celastrina vipia ingår i släktet Celastrina och familjen juvelvingar. Inga underarter finns listade i Catalogue of Life.